# Tryggve
Tryggve eller Trygve är ett mansnamn med nordiskt ursprung, bildat av adjektivet trygg  med betydelsen 'trogen, trygg'.
Namnet är vanligare i Norge än i Sverige. Den 31 december 2012 fanns det 923 personer i Sverige med namnet Tryggve, varav 297 hade det som förstanamn/tilltalsnamn. År 2003 fick 8 pojkar namnet, varav 2 fick det som tilltalsnamn.
Tryggve används ibland som ett slanguttryck för en man som är trogen sin partner[källa behövs].
Namnsdag: I Sverige 25 september (sedan 1993, dessförinnan 23 september). I den finlandssvenska namnsdagslängden har Tryggve namnsdag 10 april sedan 1995. Före det hade Tryggve namnsdag 27 oktober 1973–1999. Ännu tidigare hade Trygve namnsdag, med denna stavning, 23 oktober 1950–1972 och 30 augusti 1929–1949.

## Personer med namnet Tryg(g)ve/Tryggvi
- Trygve Bratteli, statsminister i Norge under 1970-talet
- Trygve Bång, författare
- Tryggve Gran, norsk polarforskare, pilot och författare
- Trygve Gulbranssen, norsk författare
- Trygve Haavelmo, norsk nationalekonom och vinnare av Sveriges Riksbanks pris i ekonomisk vetenskap till Alfred Nobels minne 1989
- Tryggve Holm, f.d. industriman och bergsingenjör
- Trygve Lie, norsk politiker, FN:s förste generalsekreterare
- Tryggvi Þórhallsson (1889–1935), statsminister i Island 1927-1932
- Tryggve Troedsson (1923–2010), geolog och markforskare
- Trygve Slagsvold Vedum, norsk finansminister och partiledare för Senterpartiet
- Tryggve Örn (1919–2017), konstnär och konstpedagog